# Cebu Pacific

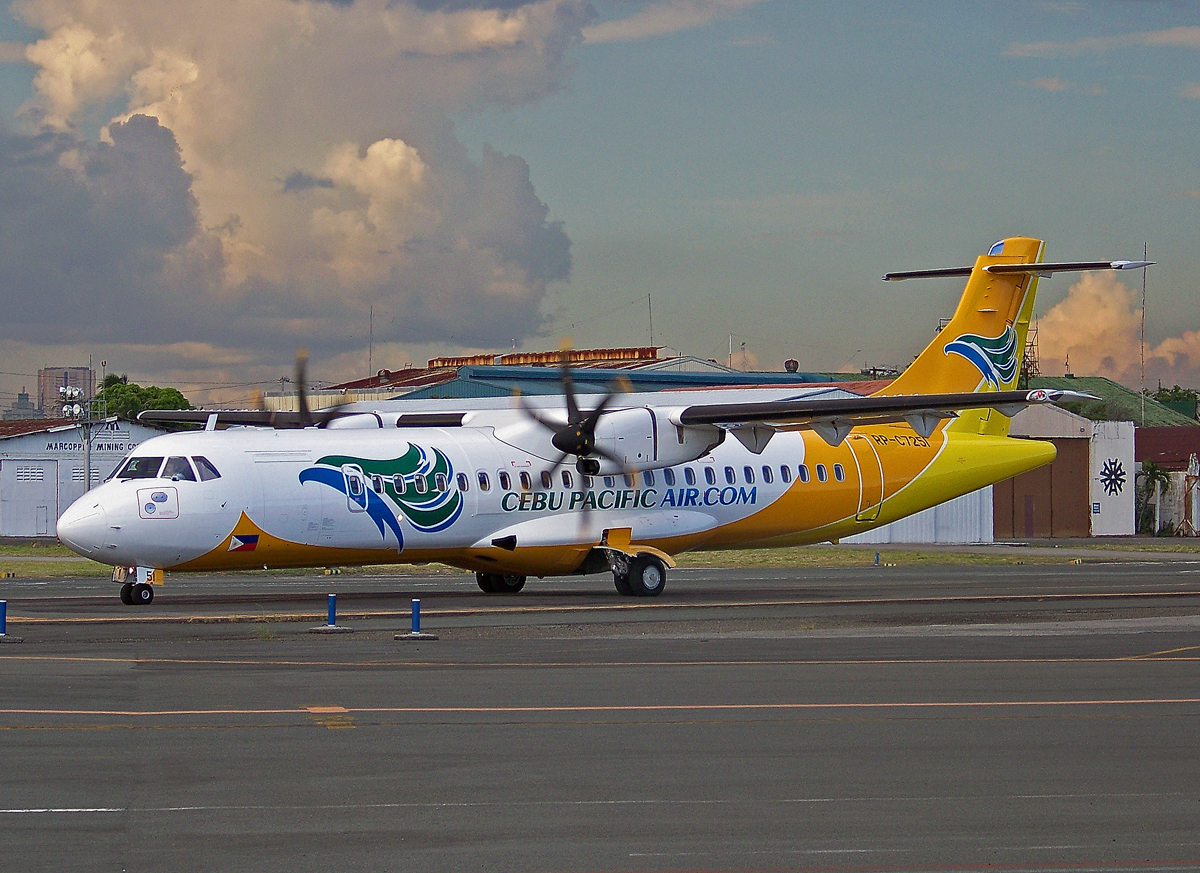
ATR 72-500 van Cebu Pacific

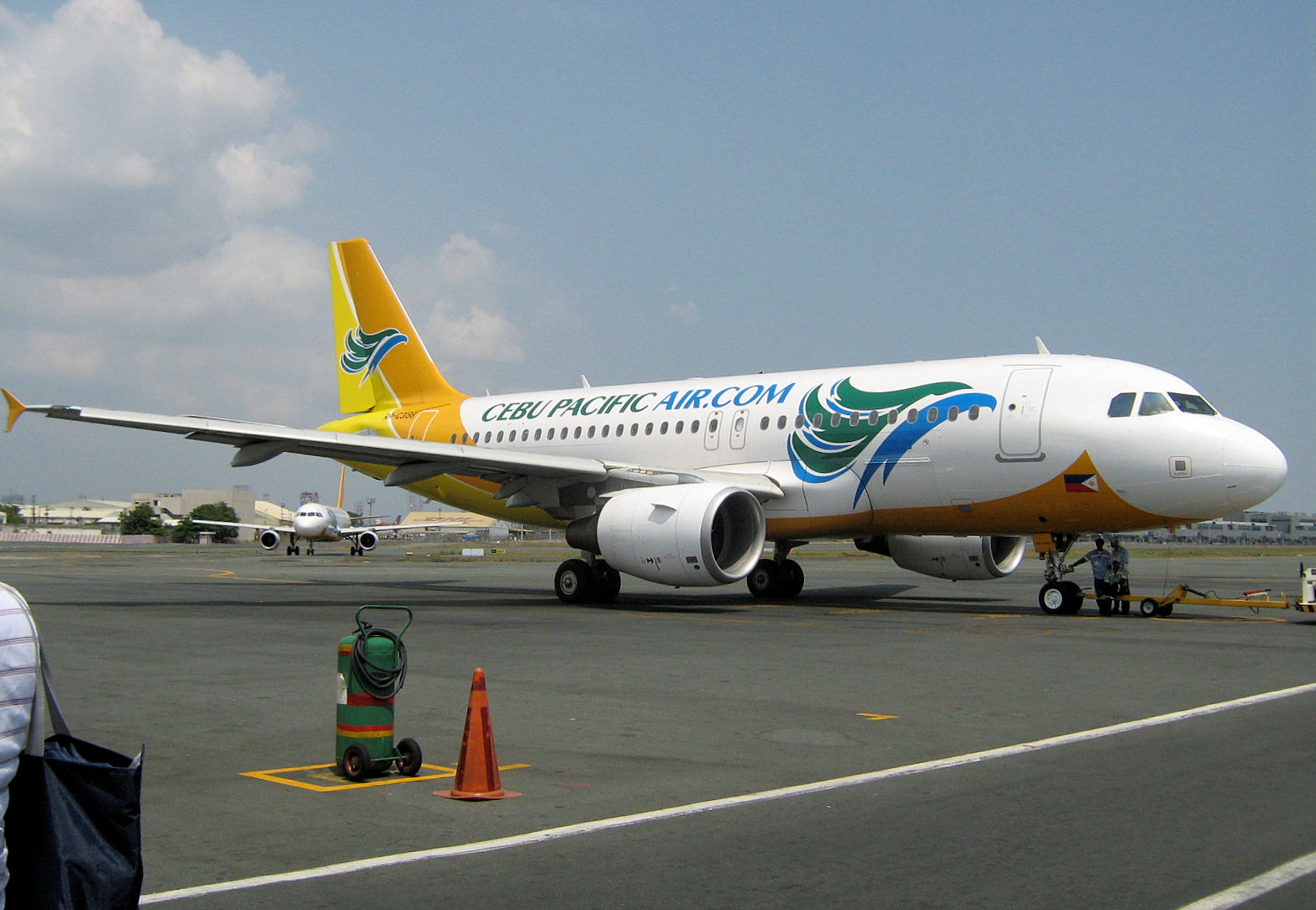
Airbus A319 van Cebu Pacific

Cebu Pacific Air is een Filipijnse low cost-luchtvaartmaatschappij met als basis Pasay City, Metro Manilla. Het is na Philippine Airlines de grootste luchtvaartmaatschappij van Filipijnen. Cebu Pacific vluchten met IATA-Code DG (Tigerair Philippines) staan op de zwarte lijst. Naast een uitgebreid binnenlands netwerk vliegt de maatschappij ook op 16 buitenlandse bestemmingen. Er wordt dan voornamelijk gevlogen naar buurlanden als Maleisië, Indonesië, China, Zuid-Korea en Japan.
Cebu Pacific voert vluchten vanuit Ninoy Aquino International Airport in Pasay City, Metro Manilla, uit vanaf terminal 3.

## Geschiedenis
Cebu Pacific werd op 26 augustus 1988 opgericht door John Gokongwei. In februari 1998 werden de vluchten tijdelijk geschrapt na een crash van een Douglas DC9-32 met 106 slachtoffers. In het begin vloog de maatschappij dagelijks 24 vluchten tussen voornamelijk Manila, Cebu en Davao. Eind 2001 vloog men al op 18 binnenlandse bestemmingen, goed voor 80 vluchten per dag. Internationale vluchten begonnen vanaf 22 november 2001. Vanaf 2006 verving de maatschappij haar DC9's en haar 757-200 geleidelijk door Airbussen van het type A319 en A320. In 2007 werd Davao de 4e HUB van de maatschappij, na Manila, Cebu en Clarck.
Op dit ogenblik (maart 2017) heeft de carrier nog een order lopen voor 32 Airbussen van het type A320, 2 Airbus type A330 en 15 ATR's 72-600.

## Geen garantie bij vertraging of vluchtannulering
Cebu Pacific is een point-to-point vervoerder. Dit betekent dat de passagier geen rechten kan claimen als er vertragingen ontstaan die gevolgen hebben voor een aansluitende vlucht (zowel Cebu Pacific vluchten alswel andere maatschappijen) Bagage voor aansluitende vluchten (van andere vervoerders) kan niet doorgelabeld worden. Met andere woorden: men dient de bagage zelf weer in te checken bij het/de (vliegveld)Airlines waar de aansluitende vlucht gemaakt wordt. In de praktijk betekent dit dat men eerst door de emigratie- en douanediensten dient te gaan van de aansluitende vlucht.

## Vloot
De vloot van Cebu Pacific. (maart 2017)
- 6 Airbus A319-100
- 36 Airbus A320-200
- 6 Airbus A330-300
- 1 Airbus A330neo
- 8 ATR-72 500
- 1 ATR-72 600